# لو هاروی
لو هاروی (انگلیسی: Lew Harvey؛ ‏ ۶ اکتبر ۱۸۸۷ – ۱۹ دسامبر ۱۹۵۳) بازیگر اهل ایالات متحده آمریکا بود.

## گزیدهٔ فیلم‌شناسی
- در سالن نمایش قدیمی
- رئیس بزرگ سرخپوستان
- هرگز به من دست نزد
- بیرون تراموا
- دزد را بزن
- تپانچه‌هایی برای صبحانه
- پیش از صبحانه
- بله، آقا
- کفش‌هاتو دربیار
- ردیف بعدی
- بی‌عرضه وظیفه‌شناس
- مراقب باشید، داریم می‌افتیم
- دارم میام
- از پدر بپرس
- تحت تعقیب – ۵٬۰۰۰ دلار
- عروس و دلتنگی
- هیچ‌چیز جز دردسر
- بیرون کردن میکروب‌ها از آلمان
- غوغای آنان را بشنو
- بخت خود را بیازما
- چرا منو انتخاب کردی؟
- یک عاشقانه اوزارک
- دوباره بزنش
- او ندارد مرا دوست
- در آتش
- خودشه
- آقای جاز جوان
- جوانک مهارنشدنی
- یک زندگی پرهیجان
- آیا کلاهبرداران دغل‌کار هستند؟
- لطفاً دلپذیر باش
- با عجله
- دهه پرشور بیست
- گاسی دو لول
- جایی در ترکیه